# Omhedi-Kulturlandschaft
Die Omhedi-Kulturlandschaft (englisch Omhedi Cultural Landscape) ist eine Kulturlandschaft bei Engela in der Region Ohangwena im Norden Namibias. Sie ist seit dem 1. September 2011 ein Nationales Denkmal Namibias.
Die Kulturlandschaft grenzt an den Palast der Uukwanyama an, der in der nordnamibischen Ortschaft Omhedi liegt und ein Machtzentrum des Clans der Uukwanyama darstellt. Königin der Uukwanyama ist seit 2005 Martha Mwadinomho waKristian yaNelumbu. Die Uukwanyama, ein Clan der Ovambo, sind über 55 Dörfer in den dortigen Vier O-Regionen verteilt.